# Amerikaanse presidentsverkiezingen 1888
De Amerikaanse presidentsverkiezingen van 1888 gingen tussen de Democratische kandidaat en zittend president Grover Cleveland en zijn Republikeinse rivaal Benjamin Harrison, de kleinzoon van oud-president William Henry Harrison.

## Nominaties
Grover Cleveland, de eerste Democraat in twintig jaar die in het Witte Huis zetelde, werd door de Democratische Partij unaniem gekozen als kandidaat voor herverkiezing tot president. Zijn running mate, en dus vicepresidentskandidaat, was Allen Granberry Thurman.
De Republikeinse partijconventie in Chicago koos Benjamin Harrison als kandidaat voor het hoogste ambt van het land, terwijl Levi P. Morton als zijn running mate werd geselecteerd.
De Prohibition Party nomineerde Clinton Fisk en John A. Brooks als kandidaten voor de verkiezingen. De partij had slechts één programmapunt: de drooglegging.

## Presidentskandidaten

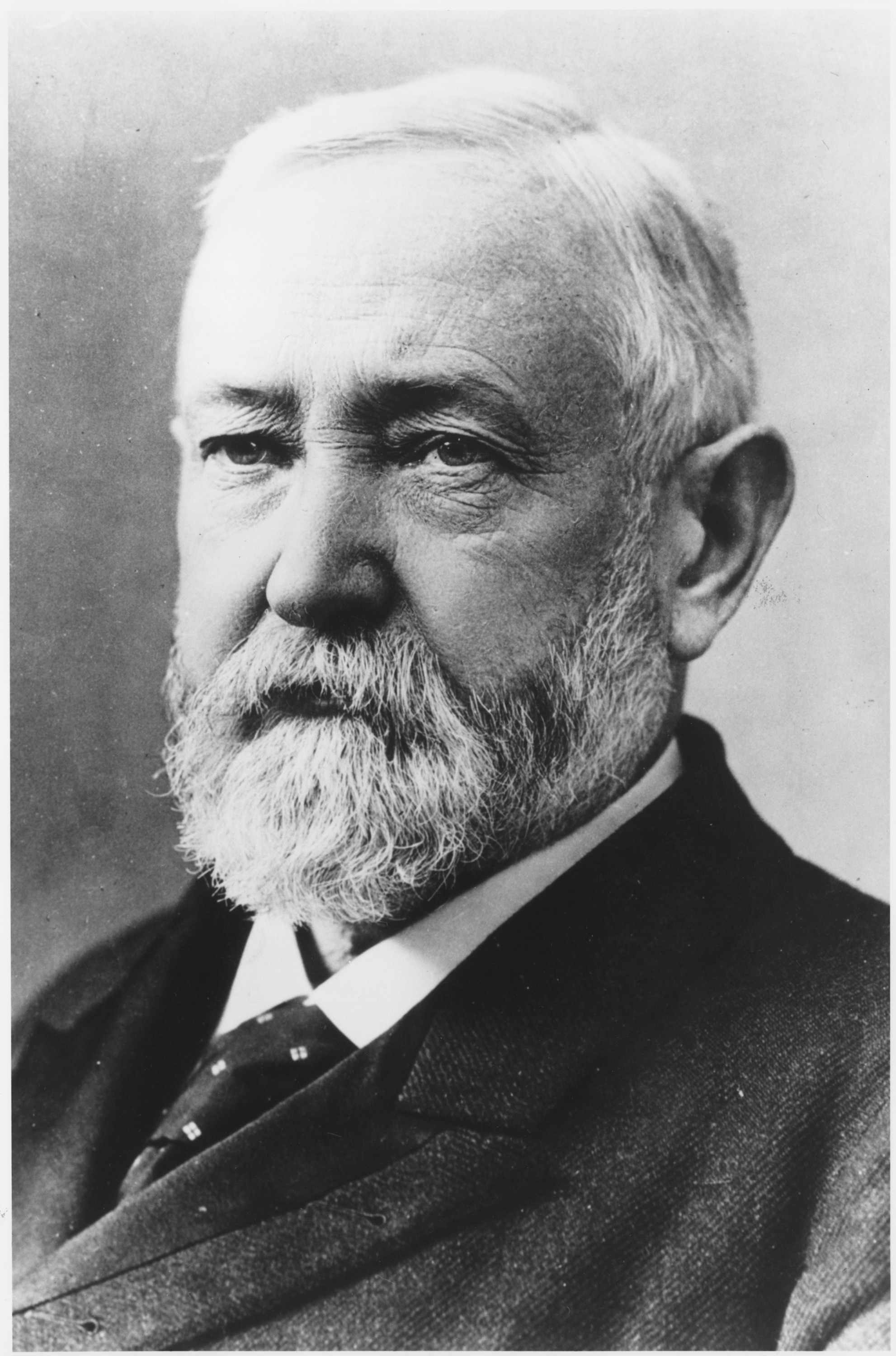
Voormalig Senator Benjamin Harrison uit Ohio Republikeinse Partij
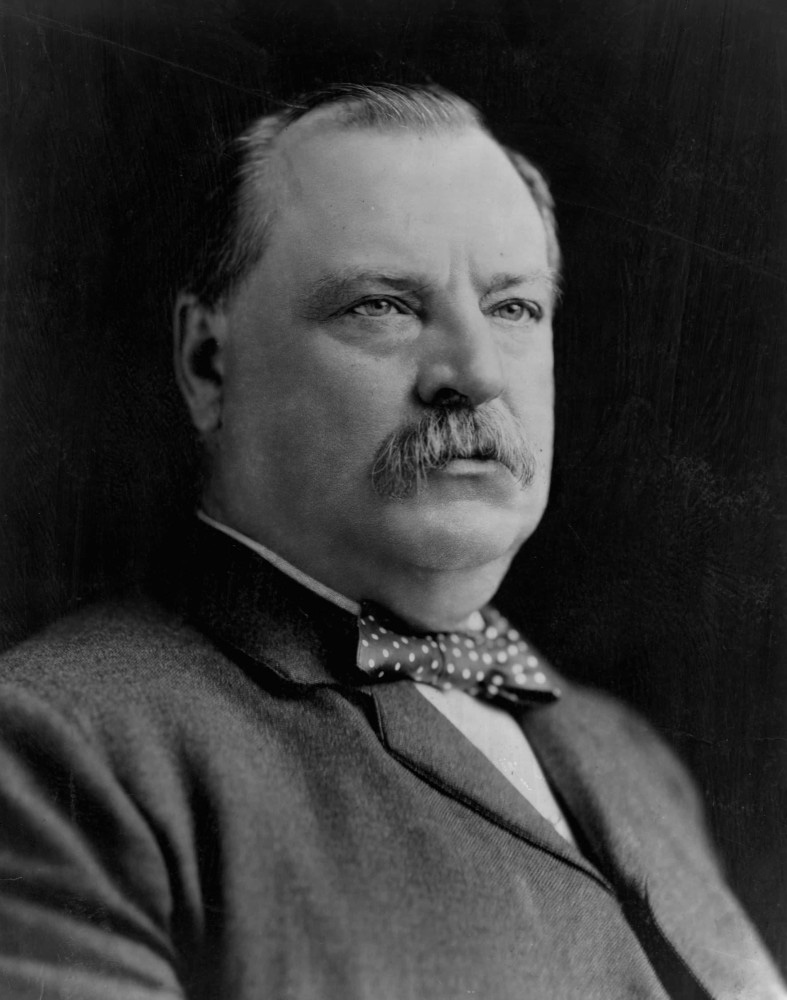
President Grover Cleveland uit New York Democratische Partij

- Voormalig 
 Senator 
 Benjamin Harrison 
 uit Ohio 
 Republikeinse Partij
- President 
 Grover Cleveland 
 uit New York 
 Democratische Partij

### Vicepresidentskandidaten

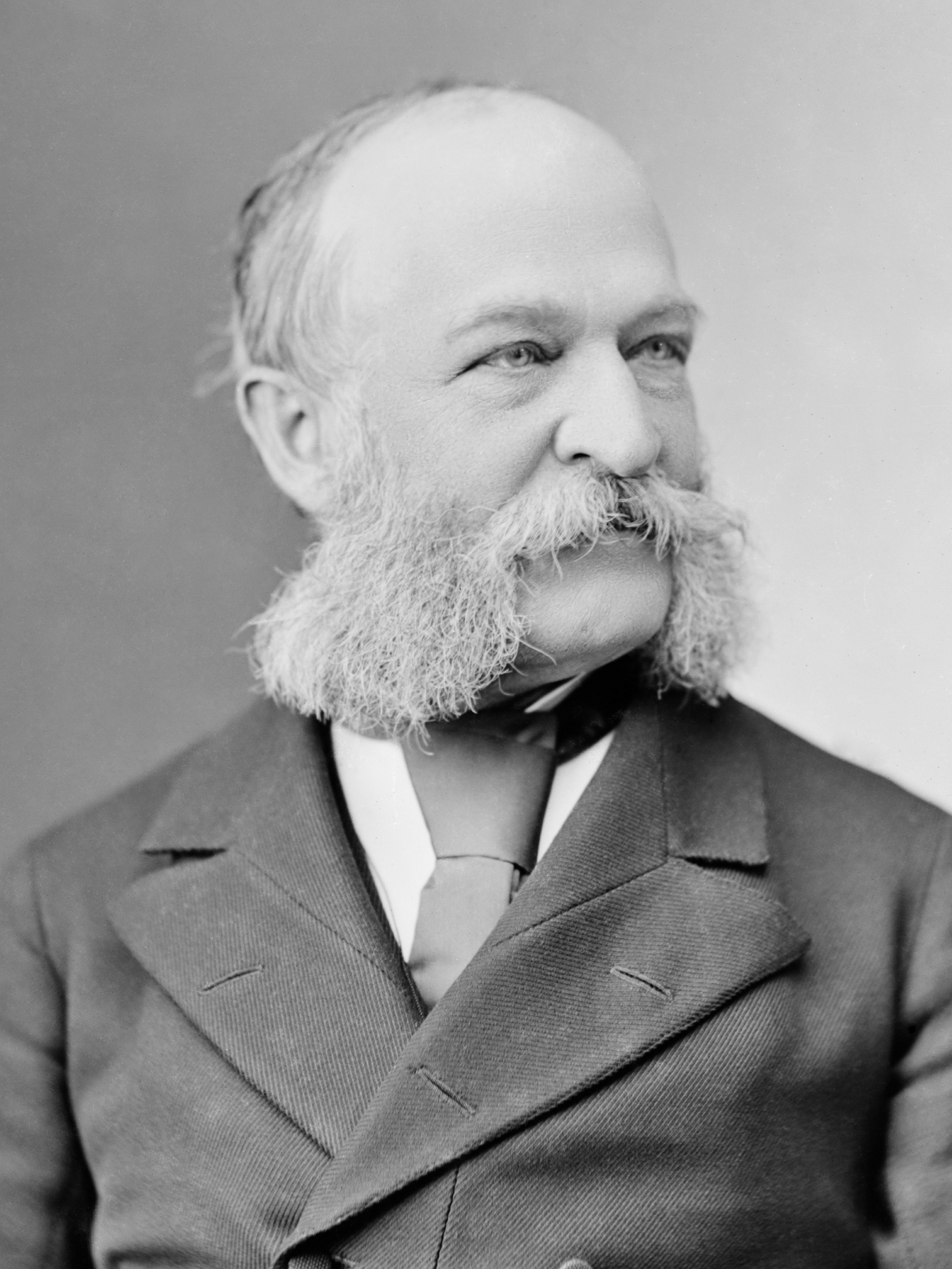
Voormalig Gouverneur Levi Morton uit New York Republikeinse Partij
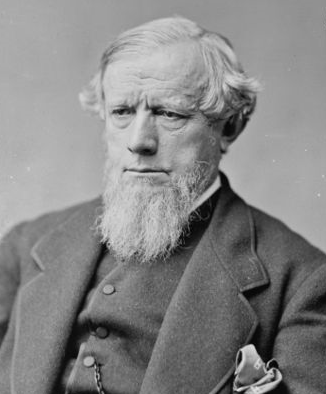
Voormalig Senator Allen Thurman uit Ohio Democratische Partij

- Voormalig 
 Gouverneur 
 Levi Morton 
 uit New York 
 Republikeinse Partij
- Voormalig 
 Senator 
 Allen Thurman 
 uit Ohio 
 Democratische Partij

## Campagne
De campagne stond voor een belangrijk deel in het teken van de handelstarieven. De Democratische president Cleveland stelde tijdens een toespraak tot het Amerikaans Congres in 1887 voor om deze tarieven te verlagen, omdat het, zo stelde hij, een onnodige belasting was. De meer protectionistische Republikeinen daarentegen vonden dat de tarieven goeddeels ongemoeid moesten blijven om zo de Amerikaanse industrie te beschermen tegen oneerlijke handelspraktijken.
Cleveland voerde persoonlijk geen campagne, naar het gebruik dat tot die tijd heerste in de Amerikaanse politiek. Harrison hield vele toespraken tijdens de aanloop naar de verkiezingen, die door de pers werden verslagen.

## Uitslag
De verkiezingsuitslag gaf twee gezichten te zien. Waar het het aantal uitgebrachte stemmen betrof won Cleveland bijna 100.000 stemmen meer dan Harrison. Door het Amerikaanse verkiezingssysteem, waarbij een kandidaat die de meeste stemmen in een bepaalde staat wint dan ook alle kiesmannen van die staat achter zich krijgt, wist Harrison in het kiescollege een duidelijke overwinning te behalen. Hij won 233 kiesmannen tegenover 168 voor Cleveland.
| Kandidaat         | Partij               | Stemmen    | Percentage | Kiesmannen | Running mate  |
| ----------------- | -------------------- | ---------- | ---------- | ---------- | ------------- |
| Benjamin Harrison | Republikeinse Partij | 5.443.633  | 47,8%      | 233        | Levi Morton   |
| Grover Cleveland  | Democratische Partij | 5.538.163  | 48,6%      | 168        | Allen Thurman |
| Clinton Fisk      | Prohibition Party    | 250.017    | 2,2%       | 0          | John Brooks   |
| Overigen          |                      | 157.033    | 1,4%       | 0          |               |
| TOTAAL            |                      | 11.388.846 | 100%       | 401        |               |